# 自民党遊技業振興議員連盟
自民党遊技業振興議員連盟（じみんとう ゆうぎぎょうしんこう ぎいんれんめい）とは、パチンコ業界に関連した自由民主党の国会議員による議員連盟である。2005年10月28日発足。
現在はパチンコ換金の法制化を実現するために、時代に適した風営法を求める議員連盟へ移行している。

## 役員
- 会長：（空席）
- 副会長：（空席）
- 幹事長：（空席）
- 幹事：田中和徳
- 事務局長：平沢勝栄
- 事務局次長：葉梨康弘

## メンバー
- 野田聖子
- 松島みどり

## 元メンバー
- 大村秀章（2011年に議員辞職）
- 木村太郎（2017年に死去）
- 保岡興治（会長・2017年に引退）
- 伊達忠一（2019年に引退）
- 望月義夫（副会長・2019年に死去）
- 秋元司（2019年12月25日に自民党を離党）
- 菅原一秀（2021年に議員辞職）
- 原田義昭（2021年に落選）
- 後藤田正純（2023年に議員辞職）
- 桜田義孝（2024年に引退）
- 山本有二　（2024年に落選）